# Ugo, Conte di Parigi
Ugo, Conte di Parigi è un'opera lirica di Gaetano Donizetti, su libretto di Felice Romani. L'opera debuttò il 13 marzo 1832 al Teatro alla Scala di Milano.

## Un travagliato debutto
Dopo il successo al Teatro Carcano di Anna Bolena, Donizetti tornò alla Scala, che gli aveva chiuso le porte dopo l'insuccesso di Chiara e Serafina dieci anni prima. 

La censura non risparmiò il libretto dell'opera, che, seguendo il dramma originale, prevedeva due regicidi. La censura austro-ungarica modificò pesantemente l'opera, lasciando nell'ombra i personaggi di Folco, il vero cattivo dell'opera, e di Emma, la vedova di Lotario, e madre di Luigi. 

L'opera debuttò il 13 marzo, e non fu fiasco, grazie alla promettente compagnia di canto (Giuditta Pasta, Giulia Grisi e Domenico Donzelli), ma non superò le cinque recite, lasciando posto alla Norma di Vincenzo Bellini. L'opera, dopo alcune riprese negli anni quaranta dell'Ottocento, cadde nell'oblio, e fu ripresa in tempi moderni solo nel 2003 a Bergamo sotto la direzione di Antonino Fogliani e al Teatro Massimo Bellini di Catania.

## Cast della prima assoluta
| Personaggio   | Interprete                  |
| ------------- | --------------------------- |
| Bianca        | Giuditta Pasta              |
| Ugo           | Domenico Donzelli           |
| Adelia        | Giulia Grisi                |
| Luigi V       | Clorinda Corradi Pantanelli |
| Folco d'Angiò | Vincenzo Negrini            |
| Emma          | Felicita Baillou-Hillaret   |

## Trama
Bianca, principessa d'Aquitania, promessa a Luigi V, ama il conte Ugo, e confida alla sorella Adelia di voler rinunciare al matrimonio. Luigi viene a sapere ciò, e fa imprigionare il Conte, con la disperazione di Bianca, che viene poi a sapere della relazione tra Ugo e l'amata sorella, e si avvelena. 

I protagonisti dell'opera sono solo degli abbozzi, non viene spiegata l'inquietante vicenda presente nel dramma di spunto: la vedova Emma aveva ucciso il marito Lotario, mentre Bianca, che odia Luigi, attende qualsiasi scusante per ucciderlo e fuggire con Ugo. Emma, per evitare che Bianca ripeta la sua colpa, le svela la verità, e Bianca ha il pretesto per uccidere Luigi avvelenandolo, e si suicida. Emma in seguito muore, sconvolta da eventi così nefasti.

## Struttura musicale
- Sinfonia

### Atto I

#### Parte I
- N. 1 - Introduzione, Cavatina di Folco e Stretta No, che in ciel de' Carolingi - Vani voti! - Sì: discoprire il perfido (Coro, Folco, Ugo. Luigi, Emma)
- N. 2 - Cavatina di Bianca Ah! quando in regio talamo (Bianca, Coro)
- N. 3 - Duetto fra Bianca ed Adelia Io lo vidi... ah! chi non l'ama?
- N. 4 - Quartetto Oh! supplizio! oh! rio martire! (Bianca, Luigi, Folco, Adelia)

#### Parte II
- N. 5 - Coro ed Aria di Ugo Bada. Fatal ti fia - Non temete ov'io non temo (Ugo, Coro)
- N. 6 - Duetto fra Ugo ed Adelia Questo braccio, questo acciaro (Ugo, Adelia, Coro)
- N. 7 - Finale I Quando fia sgombro e libero (Luigi, Bianca, Folco, Adelia, Ugo, Coro)

### Atto II

#### Parte III
- N. 8 - Terzetto fra Bianca, Ugo ed Adelia Tu lo sdegni?... parla... forse (Bianca, Ugo, Adelia, Coro)
- N. 9 - Coro ed Aria di Luigi Il suon dell'armi più forte echeggia - Prova mi dai, lo sento (Luigi, Ugo, Emma, Adelia, Coro)

#### Parte IV
- N. 10 - Duettino fra Emma e Bianca ed Aria Finale di Bianca Ah! tutto il mira, ah! tutto - Di che amore io t'abbia amato (Bianca, Emma, Coro, Luigi, Ugo, Adelia)

## Discografia
| Anno | Cast (Bianca, Ugo, Luigi, Emma, Adelia, Folco)                                                                | Direttore, Orchestra e Coro                                                                 | Etichetta                                          |
| ---- | --- | ------------------------------------------------------------------------------------------- | -------------------------------------------------- |
| 1977 | Janet Price, Maurice Arthur, Della Jones, Eiddwen Harrhy, Yvonne Kenny, Christian Du Plessis                  | Alun Francis, New Philharmonia Orchestra e Geoffrey Mitchell Choir                          | LP: Opera Rara 1 (1978) CD: Opera Rara ORC1 (1990) |
| 2003 | Doina Dimitriu, Yasuharu (Yasu) Nakajima, Sim Tokyurek, Milijana Nikolic, Carmen Giannattasio, Dejan Vatchkov | Antonino Fogliani, Orchestra e Coro del Teatro Donizetti, Bergamo. (Registrazione dal vivo) | CD: Dynamic CDS 449/1-2                            |